# Nesiotites
Nesiotites là một chi động vật có vú trong họ Soricidae, bộ Soricomorpha. Chi này được Bate miêu tả năm 1945. Loài điển hình của chi này là Nesiotites hidalgo Bate, 1945.

## Các loài
Chi này gồm các loài: